# Prix Polhem
Le Prix Polhem (Polhemspriset) est un prix suédois, décerné par l’Association suédoise des Ingénieurs Diplômés (en) (Sveriges Ingenjörer) (anciennement Civilingenjörsförbundet et Svenska Teknologföreningen) pour un haut niveau d'innovation technologique ou d'une solution ingénieuse à un problème technique. L'innovation doit être disponible et montrée compétitive sur le libre marché. Le prix est nommé d'après Christopher Polhem.

## Lauréats
| Années | Lauréats                                        | Raisons                                                                              |
| ------ | ----------------------------------------------- | ------------------------------------------------------------------------------------ |
| 1878   | Werner Cronquist                                |                                                                                      |
| 1879   | Otto Fahnehjelm                                 |                                                                                      |
| 1881   | Elis Bedoire                                    |                                                                                      |
| 1882   | Carl Ångström                                   |                                                                                      |
| 1895   | Ernst Danielson                                 |                                                                                      |
| 1895   | Johan Gustaf Richert                            |                                                                                      |
| 1900   | Martin Ekenberg                                 |                                                                                      |
| 1900   | Johan August Brinell                            |                                                                                      |
| 1904   | Carl Lundgren                                   |                                                                                      |
| 1904   | Sigurd Nauckhoff                                |                                                                                      |
| 1911   | Richard Ekwall                                  |                                                                                      |
| 1921   | Franz Ragnar Berwald and Bo Hellström           |                                                                                      |
| 1925   | Baltzar von Platen and Carl Munters             |                                                                                      |
| 1930   | Erik Öman and Elis Göth                         |                                                                                      |
| 1930   | Mauritz Vos and Håkan Sterky                    |                                                                                      |
| 1936   | Walter Kjellman                                 |                                                                                      |
| 1936   | Lennart Forsén                                  |                                                                                      |
| 1940   | Waloddi Weibull                                 | une théorie statistique sur la résistance des matériaux                              |
| 1945   | Conny Palm                                      |                                                                                      |
| 1945   | Olof Rydbeck                                    | sur la propagation des ondes radio                                                   |
| 1950   | Hannes Alfvén                                   |                                                                                      |
| 1950   | K H Gustavson                                   |                                                                                      |
| 1955   | Gunnar Pleijel                                  |                                                                                      |
| 1955   | Georg Drougge                                   | une méthode pour la variation continue du nombre de Mach dans un tunnel supersonique |
| 1960   | Ragnar Lundholm                                 |                                                                                      |
| 1960   | K Joel Lindberg                                 |                                                                                      |
| 1960   | Nils Hast                                       |                                                                                      |
| 1969   | Bertil Stålhane                                 |                                                                                      |
| 1974   | Per-Anders Persson                              |                                                                                      |
| 1974   | Sigvard Strandh                                 |                                                                                      |
| 1979   | Bengt Gunnar Magnusson                          |                                                                                      |
| 1980   | Georg Vogl                                      |                                                                                      |
| 1981   | Sven Brohult                                    |                                                                                      |
| 1982   | Torkel Wallmark                                 |                                                                                      |
| 1983   | Ove Pettersson                                  |                                                                                      |
| 1984   | Arne Berlie and Hadar Lidén                     |                                                                                      |
| 1985   | Kåre Hannerz                                    |                                                                                      |
| 1986   | Sven Benktander and Sture Åsberg                |                                                                                      |
| 1987   | Ove Fernö                                       |                                                                                      |
| 1988   | Lennart Gustavsson and Leif Lindau              |                                                                                      |
| 1989   | Olle Siwersson                                  |                                                                                      |
| 1990   | Harry Frank                                     |                                                                                      |
| 1991   | Karl Dunkers                                    |                                                                                      |
| 1992   | Per Siversson                                   |                                                                                      |
| 1993   | Claes Ericsson                                  |                                                                                      |
| 1994   | Mikael Karlsson and Martin Gren                 |                                                                                      |
| 1995   | Håkan Lans                                      |                                                                                      |
| 1997   | Hans Hellsten                                   |                                                                                      |
| 1999   | Gunnar Asplund                                  |                                                                                      |
| 2001   | Mats Leijon                                     |                                                                                      |
| 2003   | Ove Öhman                                       |                                                                                      |
| 2005   | Lars Ingvarsson                                 |                                                                                      |
| 2007   | Karl Gustaf Derman                              |                                                                                      |
| 2009   | Laila Ohlgren                                   |                                                                                      |
| 2011   | Georgios Psaros                                 |                                                                                      |
| 2013   | Petra Wadström                                  |                                                                                      |
| 2014   | Hans Björklund                                  |                                                                                      |
| 2015   | John Elvesjö and Mårten Skogö                   |                                                                                      |
| 2016   | Lennart Lindblad                                |                                                                                      |
| 2017   | Daniel Stenberg                                 | cURL                                                                                 |
| 2018   | Lars Stigsson and Valeri Naydenov               |                                                                                      |
| 2019   | Peter Halldin, Hans von Holst and Svein Kleiven |                                                                                      |
| 2020   | Ludvig Strigeus                                 | μTorrent, Spotify                                                                    |
| 2021   | Rickard Öste and Angeliki Triantafyllou         |                                                                                      |
| 2022   | Staffan Gestrelius                              |                                                                                      |